# غب الدين
غب الدين هي بلدة في مقاطعة قمشي في ولاية قشقداريا في أوزبكستان.